# (6023) Tsuyashima
(6023) Tsuyashima (1992 UQ4) – planetoida z pasa głównego asteroid okrążająca Słońce w ciągu 3,62 lat w średniej odległości 2,36 j.a. Odkryta 26 października 1992 roku.